# 宗慶後
宗 慶後（そう けいこう、1945年10月11日 - 2024年2月25日）は、中華人民共和国の起業家。娃哈哈の董事長。中国共産党の党員。第10、11、12期全国人民代表大会代表。

## 経歴
浙江省杭州市で、1945年10月11日（戸籍上では12日）に江蘇省宿遷県（現在の宿遷市）に生まれた。祖父は張作霖の下の財政部長だった。父の宗啓晁は国民政府で職員を務めていたが1949年に失業し、一家は杭州柳翠巷小学で教師をしていた母の王樹珍の給料で暮らしていた。
中学卒業後は舟山塩場で働き、1964年、浙江紹興茶工場で調度を担当した。1979年に小学教師をしていた母親が退職したため故郷に戻った。低学歴のため郵便路小学校の用務員になるしかなかった。1987年、杭州市上城区学校運営企業販売部が設立される。当時42歳だった宗慶後は、退職した教師2人と14万元の借金をして、毎年赤字を出していた学校運営企業販売部を請け負い、サイダー、アイスキャンディー、文房具を代理販売した。これが後に娃哈哈となる。1989年には杭州娃哈哈栄養食品工場を設立し工場長を務めた。1991年、杭州罐頭食品工場を合併して娃哈哈食品集団公司を設立した。
2024年2月25日、宗慶後は浙江大学医学院付属邵逸夫医院で78歳で逝去した。

## 家族
- 父：宗啓晁
- 母：王樹珍
- 長女：宗馥莉（中国語版） - 後継者

このほか2025年に、宗慶後の婚外子だと主張するアメリカ合衆国国籍の3人の成人が現れ、後継者となった宗馥莉を相手取り海外資産の凍結を求める訴訟を提起している。

## 栄典
- 労働模範[1]
- 全国五一労動賞章（中国語版）[1]
- 改革開放40年100名傑出の民間起業家[1]